# Рамонов Мурат Туганович
Мурат Туганович Рамонов (нар. 21 липня 1990, селище Чон-Арик, Бішкек) — киргизький борець греко-римського стилю, дворазовий срібний та шестиразовий бронзовий призер чемпіонатів Азії, учасник Олімпійських ігор. Майстер спорту міжнародного класу з греко-римської боротьби.

## Життєпис
Боротьбою почав займатися з 2000 року.
Станом на березень 2018 року — дванадцятиразовий чемпіон Киргизстану.
На чемпіонаті Азії 2018 року виступав у двох стилях боротьби — греко-римській, де став бронзовим призером, і вільній, де посів сьоме місце.
Виступає за Олімпійську школу, Бішкек. Тренер — Фархат Ушуров.

## Спортивні результати на міжнародних змаганнях

### Виступи на Олімпіадах
| Змагання                    | Збірна     | Вагова категорія                  | Місце |
| --------------------------- | ---------- | --------------------------------- | ----- |
| Літні Олімпійські ігри 2016 | Киргизстан | греко-римська боротьба, до 130 кг | 11    |

### Виступи на Чемпіонатах світу
| Змагання                        | Збірна     | Вагова категорія                  | Місце |
| ------------------------------- | ---------- | --------------------------------- | ----- |
| Чемпіонат світу з боротьби 2010 | Киргизстан | греко-римська боротьба, до 120 кг | 15    |
| Чемпіонат світу з боротьби 2011 | Киргизстан | греко-римська боротьба, до 120 кг | 21    |
| Чемпіонат світу з боротьби 2015 | Киргизстан | греко-римська боротьба, до 130 кг | 7     |
| Чемпіонат світу з боротьби 2017 | Киргизстан | греко-римська боротьба, до 130 кг | 16    |
| Чемпіонат світу з боротьби 2019 | Киргизстан | греко-римська боротьба, до 130 кг | 7     |

### Виступи на Чемпіонатах Азії
| Змагання                       | Збірна     | Вагова категорія                  | Місце  |
| ------------------------------ | ---------- | --------------------------------- | ------ |
| Чемпіонат Азії з боротьби 2009 | Киргизстан | греко-римська боротьба, до 120 кг | Бронза |
| Чемпіонат Азії з боротьби 2011 | Киргизстан | греко-римська боротьба, до 120 кг | Бронза |
| Чемпіонат Азії з боротьби 2013 | Киргизстан | греко-римська боротьба, до 120 кг | Бронза |
| Чемпіонат Азії з боротьби 2014 | Киргизстан | греко-римська боротьба, до 130 кг | Срібло |
| Чемпіонат Азії з боротьби 2015 | Киргизстан | греко-римська боротьба, до 130 кг | 10     |
| Чемпіонат Азії з боротьби 2016 | Киргизстан | греко-римська боротьба, до 130 кг | Срібло |
| Чемпіонат Азії з боротьби 2018 | Киргизстан | вільна боротьба, до 125 кг        | 7      |
| Чемпіонат Азії з боротьби 2018 | Киргизстан | греко-римська боротьба, до 130 кг | Бронза |
| Чемпіонат Азії з боротьби 2019 | Киргизстан | греко-римська боротьба, до 130 кг | Бронза |
| Чемпіонат Азії з боротьби 2021 | Киргизстан | греко-римська боротьба, до 130 кг | Бронза |

### Виступи на Азійських іграх
| Змагання           | Збірна     | Вагова категорія                  | Місце |
| ------------------ | ---------- | --------------------------------- | ----- |
| Азійські ігри 2010 | Киргизстан | греко-римська боротьба, до 120 кг | 9     |
| Азійські ігри 2014 | Киргизстан | греко-римська боротьба, до 130 кг | 5     |
| Азійські ігри 2018 | Киргизстан | греко-римська боротьба, до 130 кг | 10    |

### Виступи на інших змаганнях
| Змагання                                                        | Збірна     | Вагова категорія                  | Місце  |
| --------------------------------------------------------------- | ---------- | --------------------------------- | ------ |
| Кубок Ядегара Імама 2011                                        | Киргизстан | греко-римська боротьба, до 120 кг | 10     |
| Кубок Президента Казахстану з боротьби 2011                     | Киргизстан | греко-римська боротьба, до 120 кг | 9      |
| Кубок Владислава Пітласинські 2011                              | Киргизстан | греко-римська боротьба, до 120 кг | 17     |
| Олімпійський кваліфікаційний турнір з боротьби 2012 (Астана)    | Киргизстан | греко-римська боротьба, до 120 кг | 5      |
| Олімпійський кваліфікаційний турнір з боротьби 2012 (Тайюань)   | Киргизстан | греко-римська боротьба, до 120 кг | 9      |
| Олімпійський кваліфікаційний турнір з боротьби 2012 (Гельсінкі) | Киргизстан | греко-римська боротьба, до 120 кг | 9      |
| Кубок Президента Казахстану з боротьби 2012                     | Киргизстан | греко-римська боротьба, до 120 кг | 5      |
| Літня Універсіада 2013                                          | Киргизстан | греко-римська боротьба, до 120 кг | 15     |
| Міжнародний турнір Любомира Івановича-Гедзи 2014                | Киргизстан | греко-римська боротьба, до 130 кг | Золото |
| Турнір Вехбі Емре і Гаміта Каплана 2015                         | Киргизстан | греко-римська боротьба, до 130 кг | Бронза |
| Кубок Президента Казахстану з боротьби 2015                     | Киргизстан | греко-римська боротьба, до 130 кг | 6      |
| Клубний чемпіонат світу з боротьби 2015                         | Киргизстан | команда                           | 9      |
| Олімпійський кваліфікаційний турнір з боротьби 2016 (Астана)    | Киргизстан | греко-римська боротьба, до 130 кг | Срібло |
| Кубок Владислава Пітласинські 2016                              | Киргизстан | греко-римська боротьба, до 130 кг | 5      |
| Клубний чемпіонат світу з боротьби 2016                         | Киргизстан | команда                           | 12     |
| Турнір Вехбі Емре і Гаміта Каплана 2017                         | Киргизстан | греко-римська боротьба, до 130 кг | 11     |
| Кубок Владислава Пітласинські 2017                              | Киргизстан | греко-римська боротьба, до 130 кг | 5      |
| Турнір Дана Колова — Николи Петрова 2019                        | Киргизстан | греко-римська боротьба, до 130 кг | Золото |
| Чемпіонат Росії з боротьби 2019                                 | Киргизстан | греко-римська боротьба, до 130 кг | 5      |
| Кубок Алроси 2019                                               | Киргизстан | Multiple Style Event, до G130 кг  | Бронза |
| Гран-прі Угорщини з боротьби 2018                               | Киргизстан | греко-римська боротьба, до 130 кг | 7      |
| Турнір Вехбі Емре і Гаміта Каплана 2018                         | Киргизстан | греко-римська боротьба, до 130 кг | Бронза |
| Турнір Дана Колова — Николи Петрова 2019                        | Киргизстан | греко-римська боротьба, до 130 кг | Золото |
| Турнір Г. Картозія і В. Балавадзе 2019                          | Киргизстан | греко-римська боротьба, до 130 кг | 5      |
| Кубок Алроси 2019                                               | Киргизстан | Multiple Style Event, до G130 кг  | Бронза |
| Олімпійський кваліфікаційний турнір з боротьби 2020 (Софія)     | Киргизстан | греко-римська боротьба, до 130 кг | 10     |

### Виступи на змаганнях молодших вікових груп
| Змагання                                      | Збірна     | Вагова категорія                  | Місце  |
| --------------------------------------------- | ---------- | --------------------------------- | ------ |
| Чемпіонат Азії з боротьби серед кадетів 2006  | Киргизстан | греко-римська боротьба, до 100 кг | Срібло |
| Чемпіонат Азії з боротьби серед кадетів 2007  | Киргизстан | греко-римська боротьба, до 100 кг | Золото |
| Чемпіонат Азії з боротьби серед юніорів 2008  | Киргизстан | греко-римська боротьба, до 120 кг | Бронза |
| Чемпіонат світу з боротьби серед юніорів 2008 | Киргизстан | греко-римська боротьба, до 120 кг | 5      |
| Чемпіонат Азії з боротьби серед юніорів 2009  | Киргизстан | греко-римська боротьба, до 120 кг | Срібло |
| Чемпіонат світу з боротьби серед юніорів 2009 | Киргизстан | греко-римська боротьба, до 120 кг | 7      |
| Чемпіонат Азії з боротьби серед юніорів 2010  | Киргизстан | греко-римська боротьба, до 120 кг | Золото |
| Чемпіонат світу з боротьби серед юніорів 2010 | Киргизстан | греко-римська боротьба, до 120 кг | 8      |